# WSV-DJK Rastbüchl
Der WSV-DJK Rastbüchl e. V. 1963 ist ein Wintersportverein aus Breitenberg in Bayern.

## Geschichte
Nachdem Walter Oggolter in den Nachkriegsjahren die Skizunft Breitenberg gegründet hatte und die Wintersport-Begeisterung in der Region weckte, wurde am 25. April 1963 der WSV Rastbüchl im Gasthaus Pöschl in Rastbüchl gegründet. Der Verein hatte 23 – ausschließlich männliche – Gründungsmitglieder, von denen im Besonderen die Brüder Franz und Sepp Haugeneder, Ernst Stadler, Alois Uhrmann und der Lehrer Horst Maurer zu nennen sind. Bereits im Januar 1964 konnte der Speziallangläufer Rupert Bauer den Bayerwald-Meistertitel gewinnen sowie kurz darauf bayerischer Vizemeister werden. Bei der Gauversammlung 1978 wurde der niederbayerische Verein als zweitbester Verein im Skigau Bayerwald geführt. Nach eigenen Angaben fand am 10. Februar 1980 auf der Baptist-Kitzlinger-Schanze der erste offizielle Ländervergleich im Skispringen zwischen Oberösterreich und dem Bayerwald statt, wobei 63 Springer in sechs verschiedenen Altersklassen an den Start gingen.
Die erste Medaille auf internationaler Ebene gewann der nordische Kombinierer Thomas Donaubauer als Dritter mit dem Team bei den Nordischen Junioren-Skiweltmeisterschaften 1986 in Lake Placid. 1993 begann mit Nicole Hauer die erste weibliche Athletin mit dem Sprungtraining. Von 1999 bis 2009 war der Verein Mit-Ausrichter der FIS-Ladies-Winter-Tournee. Die ersten größeren Erfolge stellten sich mit dem Spezialspringer Michael Uhrmann ein, der 1999/00 in den Nationalkader aufgenommen wurde und sich schnell als drittbester deutscher Skispringer hinter Sven Hannawald und Martin Schmitt etablieren konnte. Bei den Olympischen Winterspielen 2002 in Salt Lake City gewann Uhrmann mit dem Team die Goldmedaille. Nur wenige Jahre später sollte der Verein weltweit bekannt sein, stellte er schließlich mit Severin Freund einen der besten Skispringer aller Zeiten.

## Sportstätten

### Baptist-Kitzlinger-Schanze

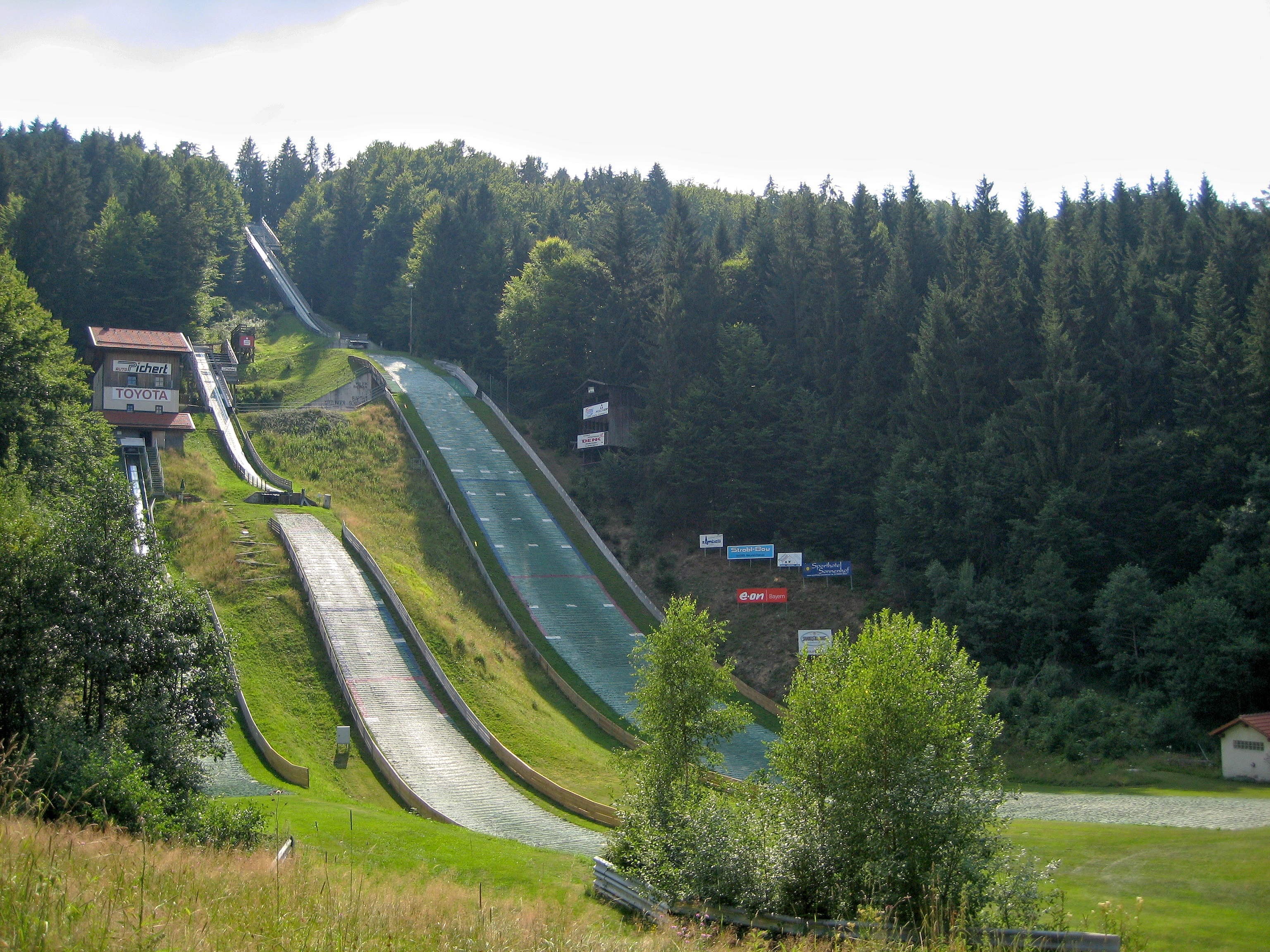
Baptist-Kitzlinger-Schanze

Nachdem die nahe gelegene Adalbert-Stifter-Schanze veraltet war, erfüllte sich bereits vier Jahre nach der Vereinsgründung für die Rastbüchler Skispringer der Wunsch, eine eigene Schanze in Betrieb zu nehmen. Eine wichtige Rolle spielte dabei der Brauereibesitzer Josef Lang, der das Grundstück unentgeltlich zur Verfügung gestellt hatte. 1976 wurde die Sprungschanze vergrößert sowie Kampfrichterturm und Zuschauertribünen neu erstellt. So erhielt die größte der Schanzen beispielsweise als erste in der Bundesrepublik eine Porzellanspur. Im Sommer 1988 erfolgte der Bau der Mattenschanze, wodurch Rastbüchl zwischenzeitlich eine der modernsten Schanzenanlagen weltweit beheimatete. Seit der Einweihung im Mai 1989 ist die Schanze nach dem damaligen Landrat Baptist Kitzlinger benannt. Der Sieger des Eröffnungsspringen war der Spitzenathlet Andreas Felder. Im Frühjahr und Sommer 2013 wurde die K75 mit Hilfe zahlreicher freiwilliger Helfer erneut renoviert, indem sie mit neuen Matten ausgestattet und ein neues Flutlicht installiert wurde. Im Jahr 2020 brachte der Verein rund 20.000 Euro für eine weitere Sanierung, die nach sechs Wochen und über 1000 Arbeitsstunden abgeschlossen war, auf.
Im Jahr 2020 waren eine K-74, eine K-35, eine K-15 sowie eine K-5-Schanze in Betrieb. Die Mittelschanze dient regelmäßig als Austragungsort von Wettkämpfen, darunter auch solche des FIS Cups.

### Langlaufzentrum
Das Nordische Zentrum in Jägerbild befindet sich zirka drei Kilometer südöstlich von Breitenberg. Es bietet den Langläufern auf bis zu 860 m ü. NHN auf vier Loipen Trainingsmöglichkeiten. Die Blutwurz-Loipe hat eine Streckenlänge von 8,3 km, die Bärwurz-Loipe umfasst 5,3 km. Darüber hinaus gehören zwei Skating-Loipen zum Zentrum, wovon die schwierigste als Wettkampfloipe dient und eine Streckenlänge von 2,5 km hat.

## Bekannte Sportler
| sSportler           | Sportart              | Wichtigste Erfolge                                                                                 | Status  |
| ------------------- | --------------------- | -------------------------------------------------------------------------------------------------- | ------- |
| Thomas Donaubauer   | Nordische Kombination | Teilnehmer im Weltcup, jeweils einmal Bronze bei Deutschen Meisterschaften und bei der Junioren-WM | inaktiv |
| Lena Erhard         | Skilanglauf           | Medaillen bei Deutschen Meisterschaften und bei Junioren-Weltmeisterschaften                       | inaktiv |
| Severin Freund      | Skispringen           | Olympiasieger (mit dem Team), Weltmeister, Skiflug-Weltmeister, Gesamtweltcupsieger                | inaktiv |
| Christoph Grillhösl | Skispringen           | Teilnehmer im Weltcup                                                                              | inaktiv |
| Nicole Hauer        | Skispringen           | Continental-Cup-Punkte (damals höchste Klasse), erste weibliche Springerin des Vereins             | inaktiv |
| Stefanie Krieg      | Skispringen           | Deutsche Vizemeisterin                                                                             | inaktiv |
| Michael Uhrmann     | Skispringen           | Olympiasieger (mit dem Team), Weltmeister (mit dem Team), Weltcupsiege                             | inaktiv |